# Opisthotrochopodus segonzaci
Opisthotrochopodus segonzaci är en ringmaskart som beskrevs av Michiya Miura och Desbruyères 1995. Opisthotrochopodus segonzaci ingår i släktet Opisthotrochopodus och familjen Polynoidae. Inga underarter finns listade i Catalogue of Life.